# Milindapañha
Le Milindapañha (pali), Questions de Milinda, est un traité qui relate les entretiens entre le roi indo-grec Milinda (en général assimilé à Ménandre Ier) et le moine bouddhiste Nagasena, qui a atteint l'état d'éveillé (arhat). L'ouvrage porte sur de nombreux points essentiels de la doctrine bouddhique, et est considéré comme une œuvre importante de la littérature bouddhique, vénérée et tenue en haute estime par le bouddhisme de l'Asie du Sud-Est. Le texte aurait été écrit au début de notre ère.

## Le texte

### Histoire
L'histoire du texte du Milindapanha est complexe. Un texte primitif a été enrichi et développé au cours des siècles pour aboutir à la version que nous avons qui compte deux cents soixante-deux questions.
L'ouvrage a vraisemblablement été composé en sanskrit ou en prâkrit, avant d'être traduit en pâli; la compilation originale date probablement du début de notre ère. Le texte pâli est donc la traduction d'un original perdu, qui a connu des remaniements successifs, qui remontent déjà au IIe siècle av. J.-C. et le Ve siècle apr. J.-C.. On a d'ailleurs aussi trouvé une traduction en chinois qui remonte aux environs du IVe siècle, provenant vraisemblablement d'une recension en gandhari provenant d'Asie centrale (dans son sens large), intitulée Nagasena Bhikshu Sutra (« Sutra du moine Nagasena »). Il s'agit donc d'un titre qui mentionne le moine et pas le roi.
Le texte est un long traité, comme l'indique sa conclusion qui s'ouvre sur ce récapitulatif: « Voici terminées les deux cent soixante-deux questions de Milinda traitées dans ce livre en [sept] parties ornées de vingt-deux chapitres; et celles qui n'y sont pas traitées sont au nombre de quarante-deux. Si l'on additionne les unes et les autres, le total est de trois cent quatre questions. On les appelle toutes "Questions de Milinda". »
Dans cette histoire mouvementée, le texte a connu nombre d'ajouts et d'interpolations qui ont introduit parfois des contradictions, et qui rendent tout découpage du texte quelque peu incertain. Pour l'indianiste Édith Nolot, il semble donc vain de chercher un texte « original », qui serait ainsi « authentique », et il faut donc accepter la forme actuelle prise par cette œuvre qui est considérée comme canonique par les bouddhistes de Birmanie (qui l'intègrent au Khuddaka Nikaya), paracanonique par ceux du Sri Lanka, mais qui est vénérée dans toute l'Asie du Sud-Est.
Notons enfin que, selon l’indianiste Oskar von Hinüber, « il n'y a pas d'influence grecque repérable dans la forme ou le contenu du dialogue qui est purement indien. »

### Traductions en français
Les deux traductions en français sont le reflet de la discussion autour de l'extension de l'œuvre originale.

#### Finot
Ainsi, le texte a été traduit en 1923 par Louis Finot. Toutefois, il s'agit là d'une version abrégée par rapport au manuscrit en , dont L. Finot souligne la longueur, puisque l'édition  par V. Trenckner du texte en pâli (1880) « ne comprend pas moins de 420 pages compactes ». Or Finot doute que l'ouvrage original ait été aussi long, et il opte pour une version qui se limite aux livres I et II (sur six), soit le récit introductif qui explique comment Nagasena et Milinda en sont venus à se rencontrer, et le livre II intitulé « Les questions de Milinda » mais qui est divisé, dans l'original, en deux parties. Reprenant alors le prologue et les deux sous-parties, la traduction de Finot s'articule ainsi: I. « Les antécédents »; II. « Les caractéristiques »; III. « La solution des difficultés ».
Ce qui encourage le traducteur à s'en tenir à cela, c'est que la partie II est suivie par la notation « Ici finissent les Questions du roi Milinda à Nâgasena », et que la partie III se termine sur « Des Questions de Milinda ici finissent les Questions et Réponses ». Et Finot de poser la question: « L'un de ces deux titres ne marque-t-il pas la limite entre l'œuvre du premier écrivain et celle de ses continuateurs ? », à quoi il répond par l'affirmative en s'appuyant sur le fait que la version chinoise intitulée Livre du bhikshu Nâgasena (cf. supra) s'arrête aussi à la fin de ce qu'il appelle Livre III, qui est une version traduite d'un original vraisemblablement plus ancien que le texte en pâli. Et pour lui, l'affaire est entendue: « Il est donc certain que le Milinda-panha, tel qu'il est sorti des mains de son auteur, n'allait pas plus loin [que le livre II]. »

#### Nolot
L'indianiste Édith Nolot a donné, elle, une traduction du texte complet, sous le titre d'Entretiens, à la suite des grandes traductions anglaises de T.W Rhys Davids et I.B. Horner. Elle procède toutefois à un certain nombre de coupes et d'aménagement (sans jamais modifier le fond du texte) de façon à alléger l'expression souvent redondante et répétitive, avec une profusion d'épithètes (tournures destinées à faciliter la mémorisation de ces textes longtemps transmis uniquement par voie orale) qui risquaient de lasser le lecteur et de lui voiler le charme et la portée de l'ouvrage. Ce faisant, elle rejoint ses prédécesseurs: « Aucun traducteur à notre connaissance, y compris I.B. Horner qui serre le texte au plus près n'a pu se défendre de l'abréger. »
Cependant, certains voient dans les livres II et III, ainsi que des passages du livre I, des chefs-d'œuvre de la prose indienne ancienne.

## Le récit cadre

### Historicité des personnages

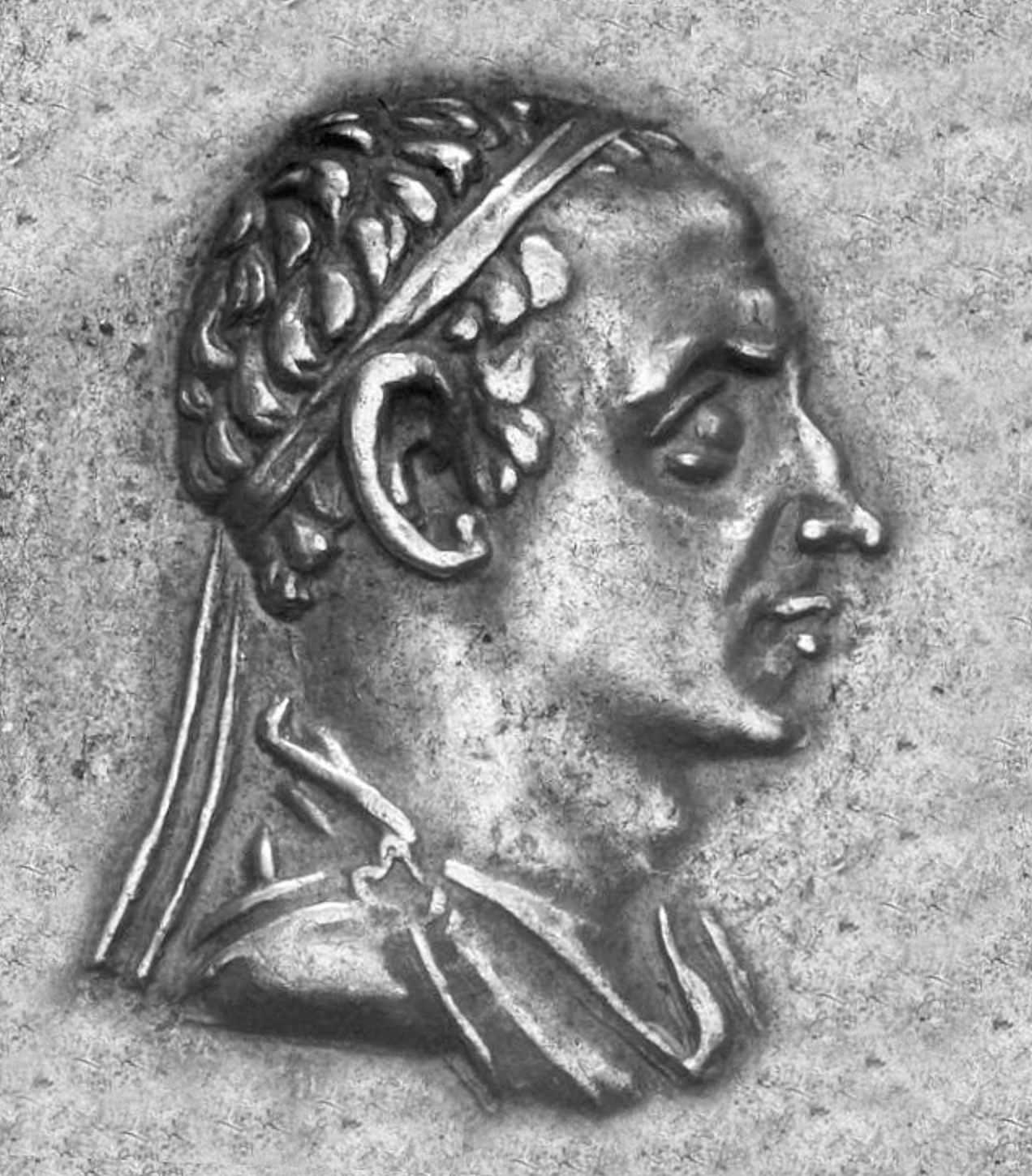
Ménandre Ier. Mais il n'y a pas de rapport historique établi entre lui et Milinda.

L'ouvrage est donc un ensemble de dialogues entre deux personnages principaux, le roi Ménandre (Milinda en pâli et dans les sources indiennes) — qui pose des questions — et le moine bouddhiste (bikshu) Nagasena qui y répond.
Le caractère historique de cette rencontre est cependant douteux, et rien n'indique que les deux personnages aient existé. Il y a certes eu un roi du nom de Ménandre, mais pour Édith Nolot, dans l'ouvrage, il s'agit d'une « pure fiction », destinée à servir de faire-valoir, et ses questions et réparties s'inscrivent dans les conventions de la controverse en Inde. Quant à Nagasena, il est lui aussi « fictif », « n'éveillant pas même un écho historique. » Pour von Hinüber, l'œuvre est « un texte anhistorique », tout comme Milinda est un « personnage anhistorique ». D'ailleurs, il s'entretient avec « des contemporains du Bouddha (!) ». Quant à Milinda, bien qu'il soit grec, « il n'y a aucune trace d'influence grecque sur la forme ou le contenu de ce dialogue purement indien qui dérive des traditions upanishadiques. » Point de vue partagé par Jean Varenne, qui note que l'on n'a pu démontrer — ni infirmer — de façon convaincante l'historicité de cette rencontre. Et d'ajouter : « Tout est vraisemblable dans ce texte (les noms des personnages, l'atmosphère propre aux entretiens, l'hellénisation culturelle de cette partie de l'Asie) mais rien n'est historiquement certain, au moins en l'état actuel des connaissances. »
Mais quoi qu'il en soit, on peut dire que la véracité de ces deux personnages importe moins que le contenu et la valeur argumentative de leurs échanges, et au fait que leurs discours offrent une introduction à la doctrine fondamentale du bouddhisme.

### Le cadre desEntretiens
Les entretiens entre les deux protagonistes principaux sont enchâssés entre deux chapitres qui donnent le cadre aux échanges des deux protagonistes.
Le premier livre — une sorte de prologue — présente un moine âgé et un jeune novice. Celui-ci se fait reprendre à plusieurs reprises par le moine parce qu'il refuse de balayer des ordures. Il fait alors le vœu d'acquérir lors de chaque renaissance un esprit de répartie prompt. Le moine l'entend, et formule alors un vœu similaire, ajoutant qu'il veut être capable, au cours de ses renaissances, de démêler toutes les questions que le novice lui poserait. Après d'innombrables renaissances, le futur Bouddha Shakyamuni les vit et fit cette prédiction: « Ils renaîtront cinq cents après que je me serai éteint en Nirvâna complet; la doctrine et la discipline monastique que j'ai enseignées en y mettant des subtilités, ils les analyseront en les démêlant, en les débroussaillant à l'aide de questions et de comparaisons. »
L'action se passe dans la capitale du royaume de Milinda, à Sâgala (que J. Varenne identifie comme Siālkot, mais dont la localisation reste incertaine selon E. Nolot,). Dans cette nouvelle vie, le novice est devenu Milinda, grand et fin débatteur, tandis que le moine est devenu Nagâsena, un arhat très érudit et grand connaisseur de la doctrine et des écritures bouddhiques.
Le roi Milinda cherche à débattre avec quelqu'un capable de répondre à ses questions. En vain. Tous les maîtres qu'on lui présente sont défaits, ne sachant qu'objecter à ses raisonnements. Et lui de se lamenter sur l'état de l'Inde « vide », incapable de produire un ascète ou un brahmane capable de discuter avec lui et de dissiper ses doutes.
Les moines et les saints bouddhistes, réunis « par myriades » dans l'Hymâlaya viennent à entendre parler de ce problème et conviennent de lui dépêcher leur coreligionnaire Nâgasena, grand sage et érudit. Bientôt, on propose au roi qu'il débatte avec lui : « À la seconde même où il entendit tout soudain le mot "Nâgasena", le roi fut pris de peur, pétrifié, et ses cheveux se dressèrent sur sa tête ». Le récit s'ouvre sur ces vers qui résument la relation des deux hommes:

« C'est à Sâgala, ville prééminente, que le roi Milinda
Se rendit auprès de Nâgasena, comme le Gange va vers l'océan.
(...) Le roi lui a posé maintes questions sagaces à propos du possible et de l'impossible.
Et de même les réponses, portées par un sens profond,
Vont droit au cœur, plaisent à l'oreille, sont merveilleuses et ahurissantes.
Approfondissant la doctrine et la règle monastique, démêlant le lacis des Dialogues du Bouddha,
Les propos de Nâgasena sont émaillés de comparaisons et d'arguments logiques.
Tournez par ici votre intelligence, déridez votre esprit,
Écoutez les questions sagaces qui font voler en éclat les raisons de douter! »

À la fin du dernier livre, une fois leurs entretiens terminés, le roi demande à Nâgasena de l'accepter comme disciple laïque, après quoi il fait bâtir le Monastère de Milinda dont il confie la direction à Nâgasena. Puis, il remet la direction du royaume à son fils, quitte son foyer et entre en religion. Il finit par développer la conscience de l'impermanence des phénomènes physiques et psychiques (« vue pénétrante ») et atteindre ainsi l'état d'arhat. Le texte s'achève sur la déclaration : « Voici terminé l'exposé des questions et explications entre Milinda et le thera Nâgasena. »

## LesEntretiens

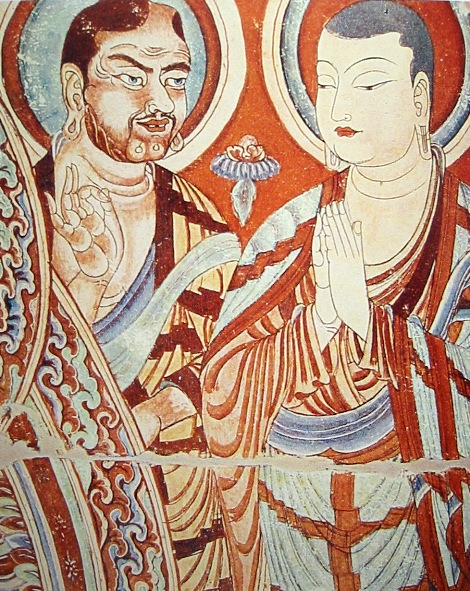
Un moine (à gauche) instruit un autre moine. Fresque du IXe siècle. Grottes des Mille Bouddhas de Bezeklik, près de Turfan

L'ouvrage constitue un introduction très claire sur de nombreux points de la doctrine bouddhique (Dharma), ce qui en fait une sorte de « manuel doctrinal ». Il pourrait même s'agir du premier résumé doctrinal de la pensée et de la pratique bouddhiques, destiné à des laïcs qui ne connaissaient quasiment rien à cette nouvelle religion. Bryan Levman va jusqu'à le comparer à un Bouddhisme pour les nuls; à ses yeux, le besoin d'un ouvrage d'introduction comme le Milindapanha grandissait à mesure que le bouddhisme se répandait via les routes commerciales loin de l'Inde du Nord-Est où il était apparu.
Selon Guillaume Ducœur, sa visée est double: d'une part lister des questions délicates ayant trait aux fondements de la doctrine bouddhique et y répondre de manière irréfutable; d'autre part, asseoir la suprématie de la doctrine bouddhique en la faisant reposer sur un moine qui a réponse à toutes les questions posées par un roi indo-grec, présenté comme un philosophe d'exception qui désarçonne tous ses débatteurs, et qui finalement embrassera la religion bouddhique —ce qui, relève É. Nolot, « n'est qu'une figure imposée de tout discours édifiant »,. Son rôle est essentiellement de soulever les ambiguïtés, les contradictions et les problèmes, toutes questions que Nâgasena résout grâce à sa sophistique. La démarche apparaît clairement dans cette remarque du roi: « Des doutes me sont venus, vénérable: certaines paroles du Victorieux sont des dilemmes, qui susciteront des querelles dans l'avenir. Or, dans l'avenir, il sera difficile de trouver des hommes de ton intelligence: éclaire-moi sur ces questions, afin de réfuter les thèses adverses. »

### Structure
On s'entend en général à voir dans le texte la structure suivante: l'ouvrage débute par une pubbayoga. Le mot signifie littéralement « lien antérieur » et il renvoie aux vies antérieures. Il s'agit de la partie introductive qui raconte les liens qui ont lié le roi et Nâgasena avant leur rencontre « actuelle »; elle se poursuit par les circonstances de cette rencontre au cours de laquelle ils vont discuter des enseignements du Bouddha. La suite des entretiens se divise, dans le texte en pâli, en sept livres (vagga) et  elle se termine par une brève conclusion qui s'achève, on l'a vu, sur la phrase: « Voici terminé l'exposé des questions et explications entre Milinda et le thera Nâgasena » ,.
Édith Nolot donne la structure suivante (tout en soulignant que la division en sept parties reste une question complexe et contradictoire), : 1. « Les antécédents », qui narrent les causes et les circonstances de rencontre du roi et de Nâgasana; 2. « Questions sur les caractéristiques » et 3. « Questions pour couper court à la perplexité »: les deux parties traitent de problèmes d'ontologie, psychologie, de bouddhologie...; 4. « Les dilemmes »: il y en a quatre-vingt-deux, apportant la lumière sur des questions en apparence contradictoires; 5. « La question résolue par inférence » à propos de l'existence réelle du Bouddha; 6. « Les pratiques ascétiques » ; 7. « Les questions appelant des comparaisons », partie qui s'interrompt brusquement pour laisser la place au récit de la conversion de Milinda au bouddhisme et son entrée dans la vie religieuse. Vient finalement le colophon conclusif.

### Thèmes
Le livre aborde des thèmes qui sont communs au canon pâli, et s'ouvre sur la question de la non existence d'un moi permanent (anatman). La comparaison avec un char qu'utilise Nâgasena pour montrer au roi l'impossibilité de l'existence d'un moi est un des dialogues les plus célèbres de l'ouvrage,,. Par ailleurs, s'il n'y a pas d'ego, comment la réincarnation est-elle possible? Et comment concilier cette absence avec la responsabilité morale? Les livres II et III traitent de questions fondamentales qui intéressent les laïques, et ils font un usage fort habile des paraboles. Le autres livres constituent un ajout ultérieur de nature plus scolastique. Selon Peter Masefield, le point central de l'ouvrage consiste dans quatre-vingt-deux dilemmes, présentés sous forme de dialogues socratiques, dans lesquels Milinda cherche à concilier ce qui lui semble être des déclarations contradictoires du Bouddha dans le canon pâli.
Pour Isaline B. Horner, il n'y a guère de thème bouddhique que l'ouvrage ignorerait complètement. Elle relève toutefois l'une ou l'autre exception: il n'y a par exemple, aucune allusion à des animaux qui parlent, alors qu'on en trouve beaucoup dans les Jâtaka, les histoires des vies antérieures du Bouddha; pas plus que le roi n'aborde la question des images du Bouddha — si bien que Milinda doit être antérieur aux premières représentations artistiques du Bouddha.

## Postérité
Le Milindapanha est le seul ouvrage non canonique dont l'autorité a été acceptée implicitement par des commentateurs tels que Buddhaghosa, qui l'a fréquemment cité,,. C'est aussi l'un des rares ouvrages postcanoniques de l'école Theravada qui n'a pas été produit à Ceylan (l'actuel Sri Lanka), bien que son autorité y demeure incontestée. Quoiqu'il ne s'agisse pas des paroles mêmes du Bouddha (Buddhavacana), sa popularité repose sur la présentation systématique mais accessible qu'il offre de la doctrine par le biais de ses deux interlocuteurs. La forme « questions-réponses » a sans doute été particulièrement bien adaptée pour un public qui découvrait le bouddhisme.
Au XIXe siècle, lors du renouveau du bouddhisme au Sri-Lanka, les Entretiens seront le premier ouvrage édité par les moines du pays pour contrer la poussée missionnaire sur l'île et l'évangélisation de ses habitants.